# Gymnobela dautzenbergi
Gymnobela dautzenbergi é uma espécie de gastrópode do gênero Gymnobela, pertencente a família Raphitomidae.